# Engehalbinsel

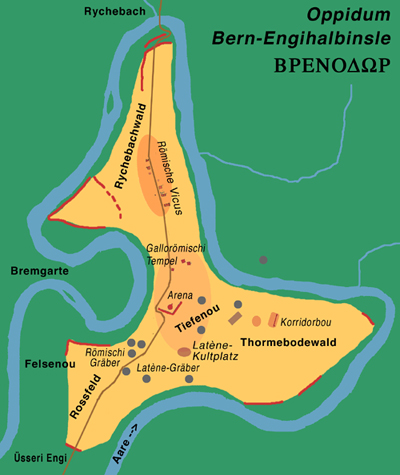
Karte des helvetisch-römischen Vicus

Die Engehalbinsel ist das halbinselartige, z. T. bewohnte  Gebiet innerhalb einer Flussschleife der Aare im Norden der Stadt Bern.
Die Quartierkommission Länggasse Engehalbinsel (QLE) fasst neben dem Länggassquartier die Engehalbinsel als gemeinsames Quartier auf.

## Geographie
Orts- und Flurbezeichnungen der Region sind Zehendermätteli (Zehndermätteli), Thormemätteli, Seftau, Tiefenau, Felsenau, Aaregg und Rossfeld. Zehendermätteli, eine Waldlichtung mit einer Gärtnerei und einem Restaurant, liegt im Westen der Engehalbinsel. Im Norden befindet sich der Rychebachwald und im Osten der Thormebodewald. Beides sind weitgehend geschlossene Waldgebiete mit nur kleineren Wegen, die von der Aare umflossen werden.

## Bau- und Siedlungs-Geschichte
Das Gebiet war bereits während der Latènezeit (5.–1. Jahrhundert v. Chr.) besiedelt. Die älteste nachgewiesene Siedlung war eine wahrscheinlich seit der zweiten Hälfte des 2. Jahrhunderts v. Chr. befestigte grosse keltische Siedlung auf der Engehalbinsel. Sie dürfte eines der zwölf von Julius Cäsar erwähnten Oppida der Helvetier gewesen sein.
Aus der galloromanischen Epoche, in dem es u. a. als römisches Stadtviertel (Vicus) verstanden wird, wurden u. a. ein kleines Amphitheater und ein Thermalbad ausgegraben. Ein bedeutender, aus der helvetischen Siedlung stammender Fund ist die Berner Zinktafel.
Die Mauern des 27,55 auf 25,30 Meter messenden Amphitheaters wurden 1880 entdeckt und zunächst als Wasserreservoir gedeutet. Unmittelbar daneben stand damals noch ein 1738 erbauter und seit 1763 mit einer hohen Sandsteinmauer umgebener Pulverturm. Erst als dieser 1955 dem Bau der Matthäuskirche (Tetraeder-Form, abgesetzter kantiger Turm, Kirchgemeindehaus Rossfeld) an der Reichenbachstrasse 114 weichen musste, wurde die ursprüngliche Funktion des römischen Mauerwerks erkennbar.

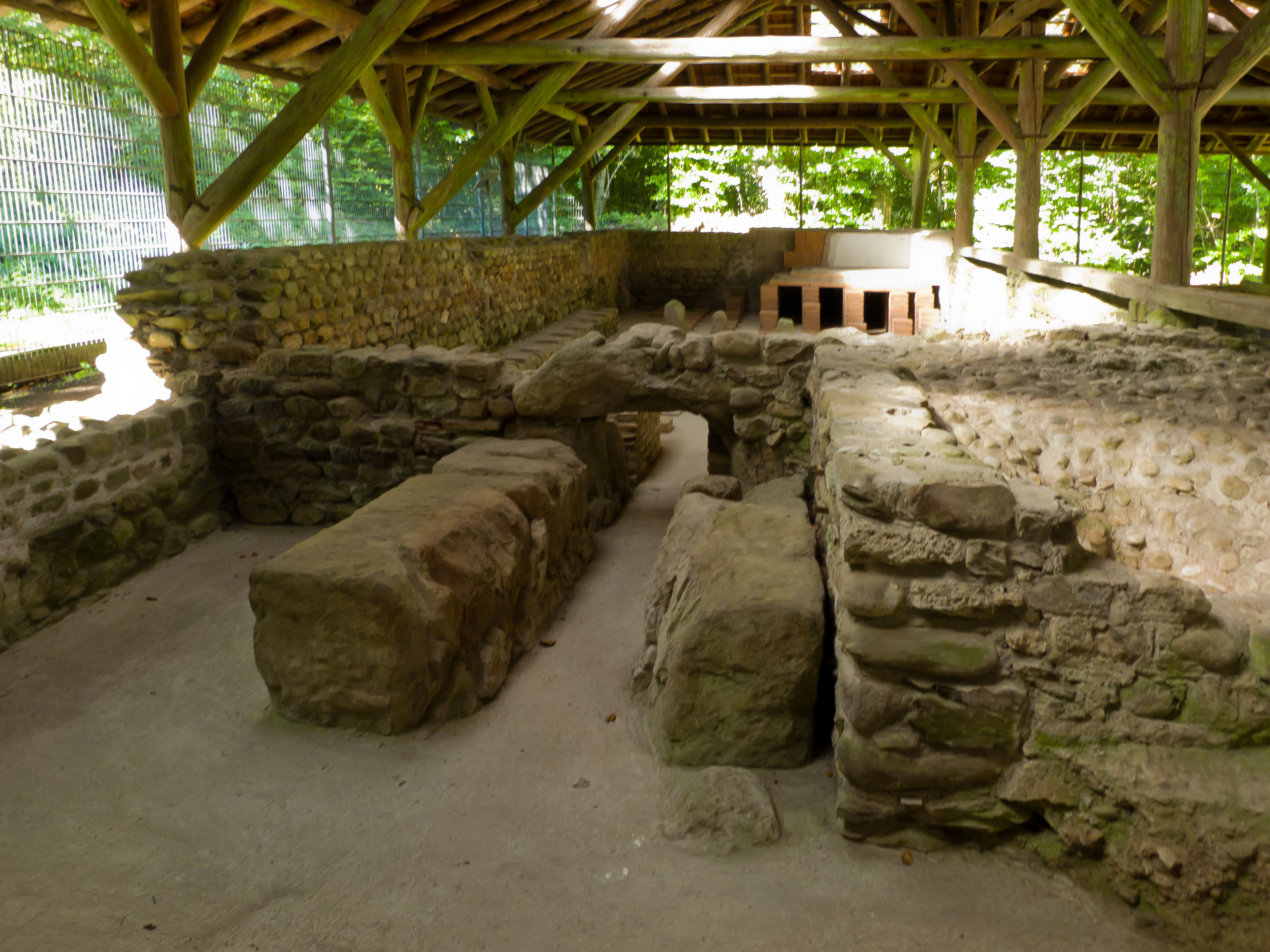
Reste des römischen Badehauses
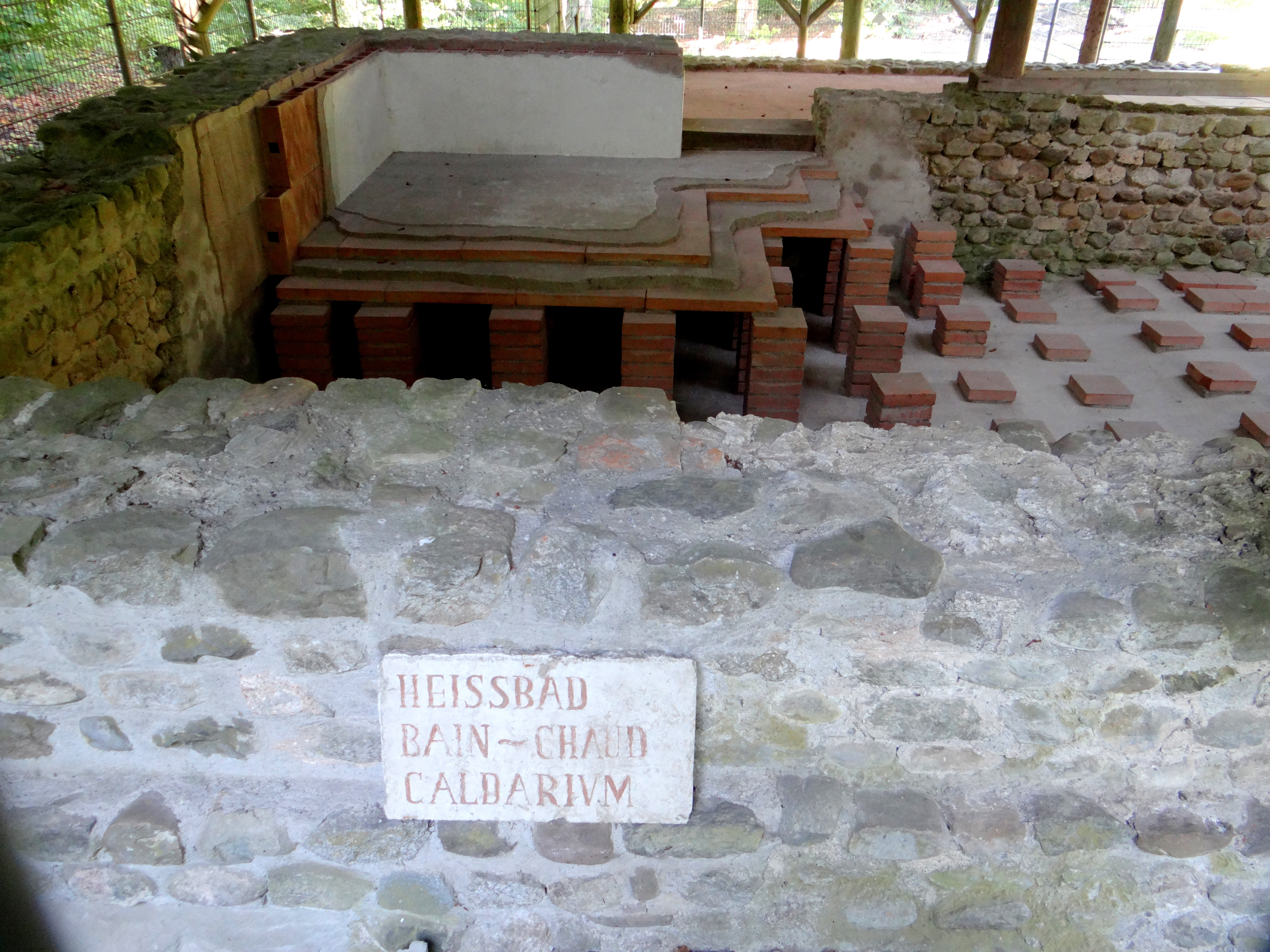
Fussbodenheizung im Badehaus
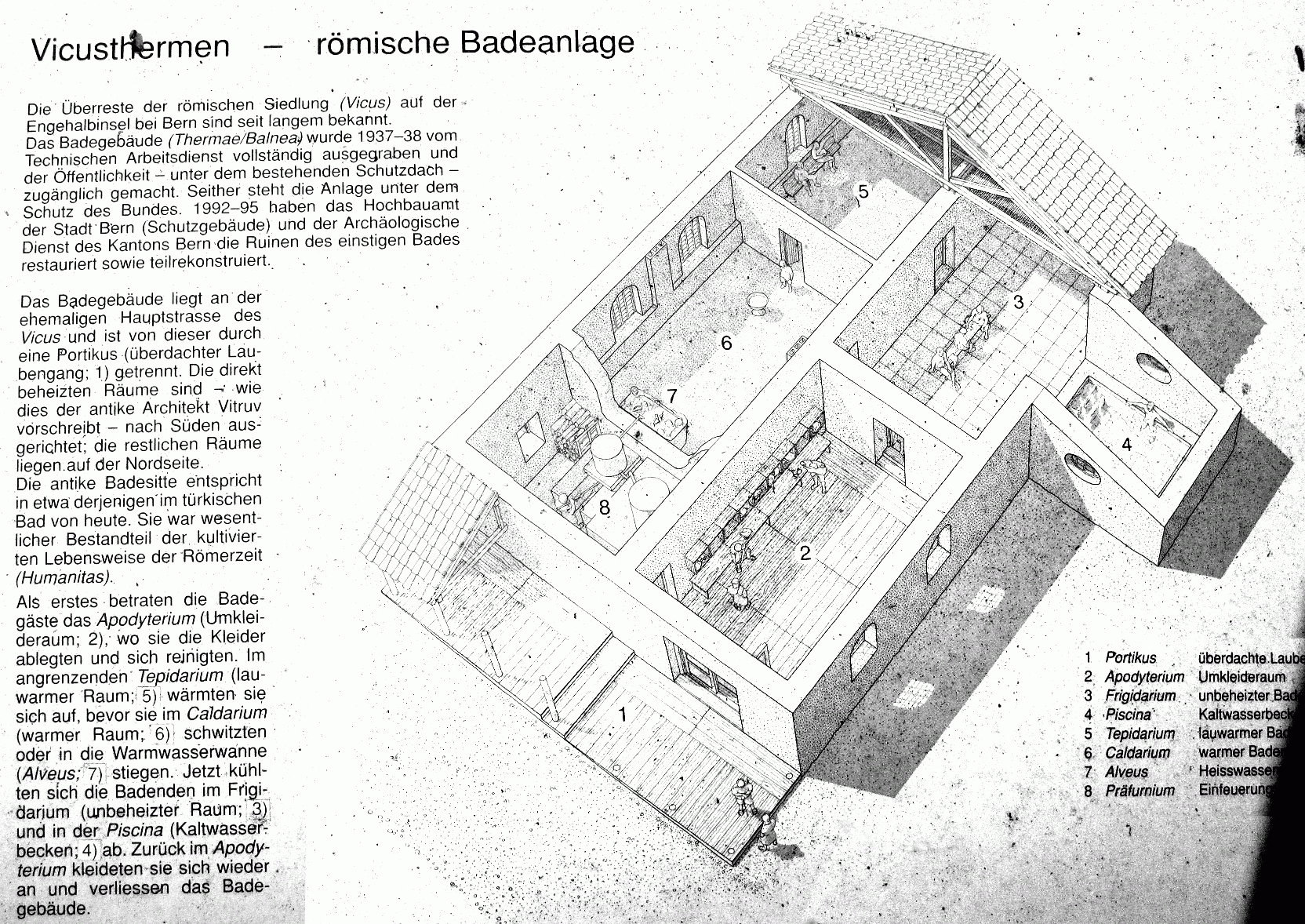
Informationstafel und Rekonstruktionszeichnung des Badehauses
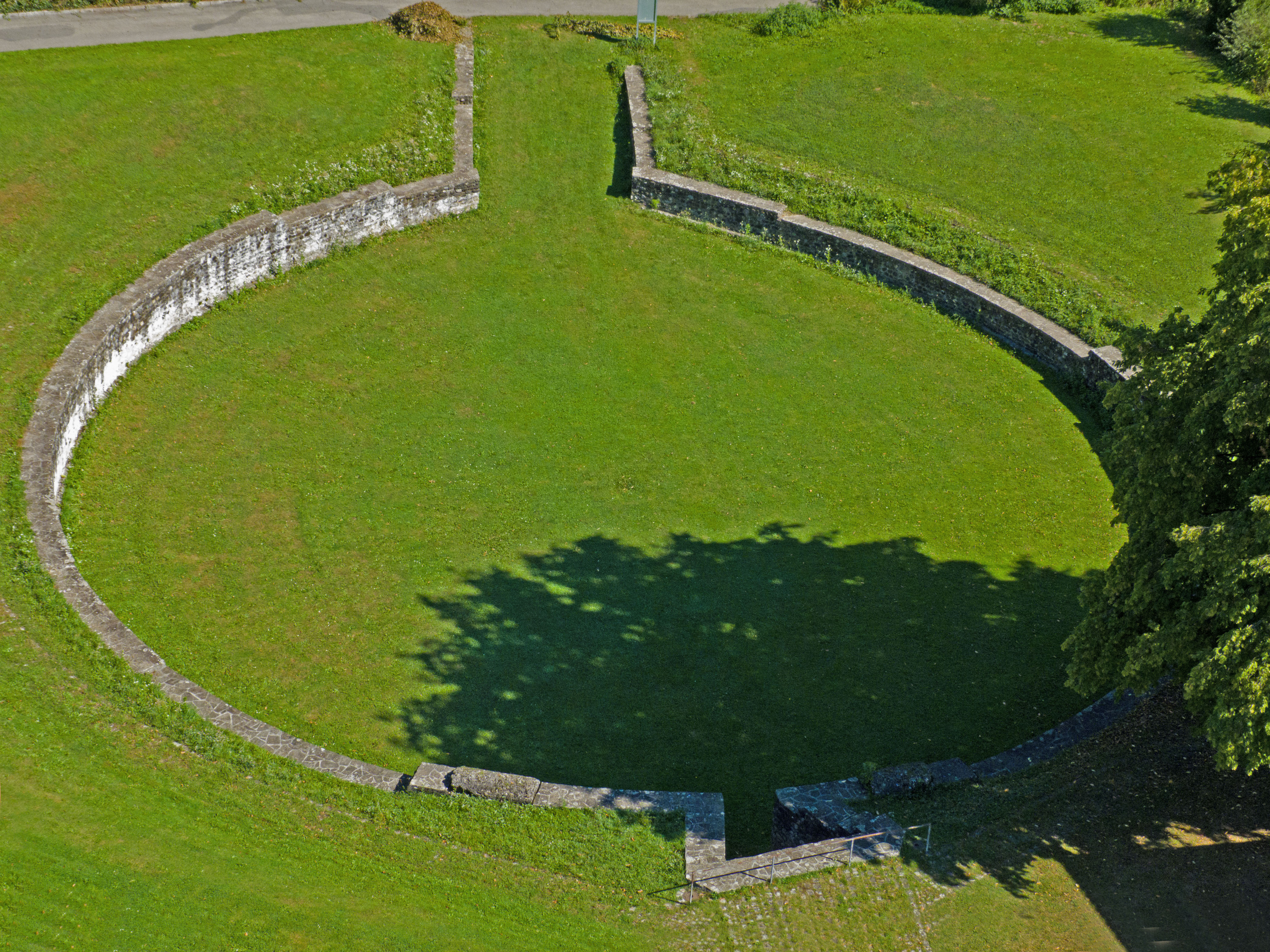
Reste eines Amphitheaters

## Erschliessung
Das heutige Wohn- und Erholungsgebiet wird durch die Tiefenaustrasse (No.12) fernverkehrstechnisch erschlossen bzw. von dieser vom Südwesten aus betreten und im Nordosten durch eine Brücke über die Aare von ihr verlassen. Die A1 verläuft unweit, jedoch jenseits der Aare, im Süden und Osten. Die A6 trifft sich mit der A1 im Südosten.
Mit der Fähre Zehendermätteli–Bremgarten kann die Aare im Westen überquert werden und man gelangt in die Gemeinde Bremgarten.
Durch die Fähre Reichenbach–Engehalbinsel im Norden ist die Engehalbinsel mit dem Areal des Schlosses Reichenbach in der Gemeinde Zollikofen verbunden. Am Standort des Schlosses befand sich in der Römerzeit höchstwahrscheinlich ein Flusskastell, das mit dem Castrum auf der Engehalbinsel in Verbindung stand.